# Jacob Sømme
Jacob Kielland Sømme (2. maj 1862 i Stavanger - 19. juli 1940 i Moss) var en norsk billedkunstner.
Sømme var søn af byens konsul Jacob Jørgen Kastrup Sømme (1817–93), og fætter til Alexander Kielland, Kitty Kielland og billedhuggeren Valentin Kielland. Svogeren var Gerhard Gran. Han var onkel til politikeren Axel Sømme og svigerfar til Christian Julius Schou.
Efter examen artium 1881 studerede Sømme først i München fra 1882-85,
ved Académie Colarossi i Paris 1885-87,
i København 1890-92, og
i Rom 1894-95.
I hjemlandet bosatte ham sig i 1900 i Kristiania, en periode i Hølen
og i 1905 på Jeløya i Moss.

Han malede typisk idylliske sommerbilleder, primært fra lokalområdet, samt en række portrætter af børn. Derudover har han illustreret bøger, og desuden designet en såkaldt alkemugge som Egersund fajansefabrikk producerede i mange år.